# أونيزيفوغ بيكوغ
أونيزيفوغ بيكوغ (Onésiphore Pecqueur) (مواليد 1792–1852) مهندس ميكانيكي فرنسي حاصل على براءة اختراع الترس التفاضلي المعاصر أو محرك الغيار (gear) ، الموجود على المحاور التي تتصل بمحرك القوة لجميع السيارات .

## حياته الشخصية
ولد بيكوغ في با دو كاليه وتوفي في باريس في فرنسا.

## حياته المهنية
كان يعمل ساعاتي (صناعة ساعات). في عام 1823 فاز بالميدالية الذهبية للمعرض الوطني لاختراعه ساعة أظهرت الوقت الفلكي.

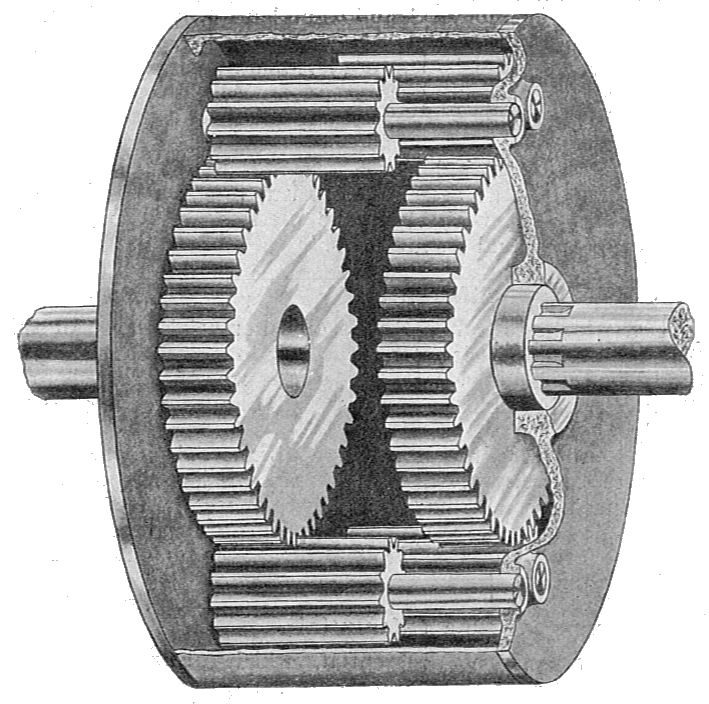
صورة الترس التفاضلي او ترس السرعة (gear)

اخترع الترس التفاضلي في عام 1827 (المعروف بالفرنسية باسم différentiel mécanique). اخترعه أثناء وجوده في Conservatoire des Arts et Métiers.
تم اشتقاقها من عمله كصانع ساعات، حيث تتحرك التروس بمعدلات مختلفة. سمح التفاضل بتعديل نسب الدوران لعجلتين تدوران على نفس المحور.